# Abris de Muriecho
Les Abris de Muriecho sont un groupe d' abris sous roche situé dans la commune de Colungo, comarque de Somontano de Barbastro dans la province de Huesca. Ils se trouvent dans le ravin de Fornocal de la rivière Vero dans la Sierra de Guara,.
Ils contiennent des peintures rupestres de thèmes variés de l'art levantin, d'Art schématique ibérique et de gravures, faisant partie de l'ensemble de l'Art rupestre du bassin méditerranéen de la péninsule Ibérique déclaré patrimoine mondial par l'UNESCO en 1998 (réf. 874-561).

## Localisation
Ils se trouvent dans le Parc culturel de la rivière Vero à 800 m d'altitude.
Les abris sont protégés par des clôtures et des visites guidées sont organisées par le Centre d'art rupestre de Colungo.

## Description
L'ensemble des abris de Muriecho est composé de trois abris. Deux, appelés Muriecho E1 et Muriecho E2 , contiennent des figures et des symboles schématiques entre doigtés, signes et anthropomorphes ; La plupart d’entre eux sont très dégradés à cause des écailles et du ruissellement des eaux pluviales.
Le troisième abri, appelé Muriecho L , est la plus intéressante et contient deux panneaux avec des figures de style levantin assez bien conservés. L'un des panneaux montre une possible scène de capture d'un cerf par une trentaine de figurants, parfaitement mise en scène.